# Iglesia de Áqaba
La Iglesia de Áqaba es una iglesia del siglo III situada en Áqaba, Jordania. Se considera el edificio construido intencionadamente para celebraciones cristianas más antiguo del mundo. La iglesia fue desenterrada por arqueólogos en 1998.
Es probable que su situación periférica dentro del Imperio romano la salvara de la destrucción durante la persecución de los cristianos bajo Diocleciano, que estalló pocos años después de la construcción de la iglesia.

## Descubrimiento e identificación como iglesia
El yacimiento fue descubierto en la ciudad costera jordana de Áqaba en junio de 1998 por un grupo de arqueólogos que pronto empezaron a excavar las ruinas. Pronto se dieron cuenta de la singularidad de la iglesia por su estilo arquitectónico, que refutaba la percepción entre los historiadores de que las iglesias más antiguas de Jordania databan de finales del siglo IV. Las iglesias más antiguas descubiertas en otras partes del mundo no se utilizaron originalmente como tales, Un ejemplo famoso es la iglesia casera del siglo III en Dura Europos en Siria.
El arqueólogo de la Universidad Estatal de Carolina del Norte, S. Thomas Parker, que dirigió las excavaciones, identificó el edificio como una iglesia basándose en su forma basilical, su orientación hacia el este y algunos hallazgos específicos como lámparas de cristal. Una tumba en el cementerio adyacente contenía partes de una cruz de bronce, lo que indica que perteneció a un cristiano.  Está documentado que en 325, en el Primer Concilio de Nicea, un obispo de Aila se encontraba entre los participantes. Aila es el nombre romano y bizantino de Aqaba, y la existencia de un obispo indica que Ayla contaba con una importante población cristiana en la época.  En Egipto se conocen iglesias de adobe ligeramente más recientes pero de construcción similar.

## Historia
La iglesia de Áqaba se construyó a finales del siglo III o principios del IV, según indican los hallazgos de cerámica de sus cimientos. Su fase más antigua se dató entre 293 y 303, lo que la hace más antigua que la Iglesia del Santo Sepulcro de Jerusalén y la Basílica de la Natividad de Belén, ambas construidas a finales de la década de 320. Es anterior a la persecución anticristiana de Diocleciano de 303-313, una de las mayores de la historia romana, durante la cual el edificio fue aparentemente abandonado. La gran persecución provocó la eliminación de varios edificios cristianos en la región; el buen estado de conservación de esta iglesia se atribuye a su ubicación periférica dentro del Imperio romano.
En algún momento entre el final de la oleada de persecuciones de Diocleciano y el año 330, la iglesia fue renovada y permaneció en uso hasta su destrucción en el catastrófico terremoto de 363. Su fin está datado en base a las últimas monedas encontradas allí por los arqueólogos, que datan de 337-361. Una vez abandonado, el edificio en ruinas pronto fue rellenado con arena arrastrada por el viento, lo que contribuyó a mantener sus muros a una altura considerable.

## Descripción
El edificio tenía la forma de una gran basílica con tres naves, un nártex, y orientado en un eje este-oeste. Medía 26 m por 16 m, estaba construido con ladrillos de barro sobre cimientos de piedra, y probablemente tenía una nave abovedada y pasillos y puertas arqueados. Los restos de una escalera sugieren que tenía un segundo piso. La nave terminaba en un presbiterio seguido de un ábside rectangular.